# Junqueiro
Junqueiro is een gemeente in de Braziliaanse deelstaat Alagoas. De gemeente telt 25.290 inwoners (schatting 2009).

## Aangrenzende gemeenten
De gemeente grenst aan Teotônio Vilela, São Sebastião, Arapiraca, Limoeiro de Anadia en Campo Alegre.

## Verkeer en vervoer
De plaats ligt aan de noord-zuidlopende weg BR-101 tussen Touros en São José do Norte.